# Lillsjön (Gävle socken, Gästrikland)
Lillsjön är en sjö i Gävle kommun i Gästrikland och ingår i Hamrångeån-Testeboåns kustområde.